# 1. србачка лака пјешадијска бригада
1. србачка лака пјешадијска бригада је била војна јединица мјешовитог састава у оквиру Првог крајишког корпуса Војске Републике Српске.

## Настанак
По наређењу команданта 1. крајишког корпуса Момира Талића, бригада је формирана 7. јуна 1992. године у Српцу.
На свечаности формирања бригаде, на фудбалском игралишту у Малим Ситнешима, поред представника војне и цивилне власти, окупио се и велики број грађана. Пред постројеним војницима и старјешинама, рапорт команданту Првог крајишког корпуса генерал-мајору Момиру Талићу предао је начелник Штаба Бригаде, капетан прве класе Теодор Новаковић.
На дужност команданта бригаде постављен је мајор Миодраг Сувајац.

## Формацијска структура бригаде
Бригада је формирана као јединица мјешовитог састава и састојала се од осам чета и маневарског батаљона који је био способан да се укључи у активна борбена дејства ван територије општине Србац. Од 1. октобра 1992. године бригада је имала батаљонски састав, а чиниле су је два пјешадијска и један позадински батаљон. Трећи пјешадијски батаљон формиран је 18. марта 1993. године. Ради обезбјеђења границе уз ријеку Саву 17. маја 1994. године формиран је и 4. пјешадијски или раднички батаљон. Првобитни задаци бригаде били су спречавање преласка хрватских јединица преко ријеке Саве, а у случају преласка организовање одбране и протјеривање непријатеља из зоне одговорности.
Током Одбрамбено-отаџбинског рата, кроз бригаду је прошло укупно 3.338 бораца, животе је изгубило 66 бораца, док се њих 9 још води као нестало.

## Ратни пут
Првобитне борбе ван општине Србац извођене су на подручју Дервенте, а дијелови јединице одлазили су и у испомоћ у Котор Варош и Добој. Посебно значајно је да је дио србачке бригаде, односно маневарски батаљон учествовао у ослобађању коридора кроз Посавину. Маневарски батаљон је 30. јуна 1992. године упућен у рејон села Руданка и стављен на располагање Трећој тактичкој групи ВРС, односно пуковнику Славку Лисици. Крајем новембра 1992. године припадници Полицијске станице Србац учествовали су у борбеним задацима на орашком ратишту. Бригада је на требавско ратиште отишла 3. августа 1993. године.
Након скоро десет мјесеци проведених на Требави, 21. маја 1994. године наређењем команданта 1. крајишког корпуса србачка бригада добила је задатак да се потчини Херцеговачком корпусу ВРС. Ова вијест о одласку „негдје у Херцеговину“ изазвала је страх становништва општине Србац, а сам Србац остао је недовољно заштићен, јер је на граници на Сави остао само 4. батаљон и „Б“ формација са задатком да обезбиједе границу у дужини од 42,5 km. Новим наређењем бригада је своје прво одредиште имала у околини села Которско у општини Добој. Ту је извршен размјештај.
Није се дуго чекало на нови борбени задатак, а он је гласио да се један батаљон бригаде одмах упути у рејон села Винац на србобранско ратиште ради помоћи 10. дивизији ВРС у стабилизацији фронта. На овај задатак кренуо је 3. батаљон, а са њима и пионири, извиђачи, санитет, вод војне полиције и дио артиљерије. Са батаљоном је отишао и командант бригаде. На србобранском ратишту 3. батаљон извојевао је једну од најжешћих и најславнијих битака у којој је учествовала бригада.
Док се 3. батаљон налазио на србобранском ратишту, остатак бригаде још увијек се налазио у ширем рејону села Которско у близини Добоја. Већ 1. јуна 1994. године 2. пјешадијски батаљон упућен је на возућко ратиште. Преостали дио бригаде на возућко ратиште упућен је 4. јуна 1994. године, док се 3. пјешадијски батаљон касније прикључио.
Послије жестоких борби и трагичних посљедица на Озренско-возућком ратишту, бригада се 12. септембра 1995. године извлачи у зону одговорности Србац. Међутим, одмор је кратко трајао. По наређењу претпостављене команде, бригада врши припреме за одлазак на Градачачко ратиште гдје треба да замјени Шесту санску пјешадијску бригаду која због искомпликоване ситуације у ширем рејону Бања Луке, одлази у борбу за Сански Мост.
До престанка рата припадници србачке бригаде борили су се на бројним ратиштима: Дервентско - бродском, Орашком, Требавском, Србобранском, Возућком, Градачачком, на подручју Добоја, Теслића, Котор Вароша и других ратишта на којима је њихова помоћ била потребна.
За слободу свог народа и у темеље Републике Српске животе је уградио 121 борац са подручја општине Србац. Из састава Прве лаке пјешадијске бригаде Србац, у борбама је погинуло 47, а током рата умрло је и трагично настрадало 19 бораца. У ратном вихору, на бојиштима је нестало и до данас није пронађено 9 бораца Србачке лаке пјешадијске бригаде.